# ウェントワース女子刑務所
ウェントワース女子刑務所（ウェントワースじょしけいむしょ、原題：Wentworth）は、オーストラリアのテレビドラマ（海外ドラマ）シリーズ。2013年5月1日から、オーストラリアの有料テレビチャンネルSoHoにて放送開始。1979年から1986年まで同国のネットワーク・テンにて放送されたテレビドラマ『Prisoner: Cell Block H』のリメイク作品。イギリスやニュージーランドなどでは『Wentworth Prison』というタイトルで放送されている。
日本では、2015年6月30日からビデオオンデマンドサイトのHuluで配信開始。また、2018年4月23日からフジテレビのMナイト枠にて放送が開始され、2019年3月8日からはCS放送のFOXチャンネルでも放送開始。FODやGYAO!などのビデオオンデマンドサイトでも配信されている。

## 概要
本作は、女子刑務所を主な舞台に、囚人や看守たちの権力争いや絆を描いたサバイバル群像劇である。オーストラリアのSoHoで2013年に放送が開始され、2017年から放送局がFox Showcaseに変更。2020年時点でシーズン7まで製作されており、現在も放送中。
オーストラリアのテレビドラマ歴代視聴率1位を記録し、ロジー賞や同国のエミー賞とも呼ばれるアステラ賞を2年連続受賞した。イギリスや日本を含めた20か国以上の国で放送されている。

## 登場人物

### 中心の囚人たち
ビー・スミス (Bea Smith)
演 - ダニエル・コーマック / 日本語吹替 - 藤貴子
シーズン1 - 4
フランチェスカ・"フランキー"・ドイル (Francesca "Franky" Doyle)
演 - ニコール・ダ・シルバ / 日本語吹替 - 森千晃
シーズン1 - 7
ジャクリーヌ・"ジャックス"・ホルト (Jacqueline "Jacs" Holt)
演 - クリス・マクアイド / 日本語吹替 - 伊沢磨紀
シーズン1
エリザベス・"リズ"・バーズワース (Elizabeth "Liz" Birdsworth)
演 - セリア・アイルランド / 日本語吹替 - 有賀由樹子
シーズン1 - 7
ドリーン・アンダーソン
演 - シャリーナ・クラントン / 日本語吹替 - 杉山滋美
シーズン1 - 5
スー・"ブーマー"・ジェンキンス (Sue "Boomer" Jenkins)
演 - カトリーナ・ミローズビック / 日本語吹替 - 八百屋杏
シーズン1 - 現在
ジョアン・ファーガソン (Joan Ferguson)
演 - パメラ・レイブ / 日本語吹替 - 高尾まみ
シーズン2 - 5 , 8
マキシン・コンウェイ (Maxine Conway)
演 - ソクラティス・オットー / 日本語吹替 - 岩城泰司
シーズン2 - 5
カレン・"カズ"・プロクター (Karen "Kaz" Proctor)
演 - タミー・マッキントッシュ / 日本語吹替 - 花藤蓮
シーズン3 - 7
アリー・ノヴァック (Allie Novak)
演 - ケイト・ジェンキンス  / 日本語吹替 - 山賀晴代
シーズン4 - 現在
ソニア・スティーブンス (Sonia Stevens)
演 - シグリッド・ソーントン
シーズン4 - 6
リタ・コナーズ (Rita Connors)
演 - リア・パーセル  / 日本語吹替 - 美々
シーズン6 - 現在
マリー・ウィンター (Marie Winter)
演 - スージー・ポーター
シーズン6 - 現在
ルビー・ミッチェル (Ruby Mitchell)
演 - ラリウイ・ヒック / 日本語吹替 - 三日尻望
シーズン6 - 現在
ルイーズ・"ルー"・ケリー (Louise "Lou" Kelly)
演 - ケイト・ボックス / 日本語吹替 - 斉藤貴美子
シーズン8
レベル・"レブ"・キーン (Rebel 'Reb' Keane)
演 - ゾーイ・テアレイクス
シーズン8
ジュディ・ブライアント (Judy Bryant)
演 - ヴィヴィアン・アウォソガ / 日本語吹替 - 弘松芹香
シーズン8

### 他の囚人たち
キム・チャン (Kim Chang)
演 - ラ・チャップマン
シーズン1 - 5
シモーヌ・"シモ"・スレーター (Simone "Simmo" Slater)
演 - アリー・ファウラー
シーズン1 - 2
ロザリンド・"ロズ"・ジャゴ (Rosalind "Roz" Jago)
演 - ベネ・ハリソン
シーズン1 - 2
トニ・グッズ (Toni Goodes)
演 - ジェイダ・アルバーツ
シーズン1 - 2
スカイ・ピアソン (Sky Pierson)
演 - キャスリン・ベック    / 日本語吹替 - 里郁美
シーズン2
ジェス・ワーナー (Jess Warner)
演 - ジョージア・キャラ
シーズン2 - 3
ソフィー・ドナルドソン (Sophie Donaldson)
演 -  エドウィーナ・サミュエルズ
シーズン2 - 3
ケリー・ブライアント (Kelly Bryant)
演 - クリステン・オリアリー
シーズン2 - 3
リンジー・コールター (Lindsay Coulter)
演 - カシア・カズマレク
シーズン2 - 3
ステラ・ラディック (Stella Radic)
演 - ベッシー・ホランド
シーズン2 - 6
ジョディ・スピテリ (Jodie Spiteri)
演 - ピア・ミランダ
シーズン3
ルーシー・"ジュース"・ガンバロ (Lucy "Juice" Gambaro)
演 -  サリー・アン・アプトン
シーズン3 - 6
ティナ・メルカド (Tina Mercado)
演 - チャーリー・ジョー
シーズン3 - 5
シンディ・ルー (Cindy Lou)
演 - マイルズ・パラス
シーズン3
メル・バレット (Mel Barrett)
演 - ソフィア・カトス
シーズン4 - 5
イマーン・ファラ(Iman Farah)
演 - ザーラ・ニューマン  / 日本語吹替 - ニケライ・ファラナーゼ
シーズン5
ダナ・マルーフ (Dana Malorf)
演 - ダニエル・アレクシス
シーズン5
ジェン・"ハッチ"・ハッチンズ (Jen "Hutch" Hutchins)
演 - サラ・ハラム / 日本語吹替 - 小若和郁那
モン・アルストン (Mon Alston)
演 - エミリー・ハヴァナ / 日本語吹替 - ニケライ・ファラナーゼ
シーズン6 - 現在
ヴィクトリア・"ヴィッキー"・コスタ (Victoria "Vicky" Kosta)
演 - アルテミス・イオアニデス / 日本語吹替 - ニケライ・ファラナーゼ
シーズン6 - 7
ザラ・"ドラゴ"・ドラゴヴィッチ (Zara "Drago" Dragovich)
演 - ナタリア・ノヴィコヴァ / 日本語吹替 - きそひろこ
シーズン6
チェリー・リー (Cherry Li)
演 - サン・パク
シーズン6
メイ・ジェンキンス (May Jenkins)
演 - アニ・フィンステラー
シーズン7
ナレル・スタング (Narella Stang)
演 - モルガナ・オライリー
シーズン7

### 看守・職員 等
エリカ・ダビッドソン (Erica Davidson)
演 - リーアンナ・ワルスマン/ 日本語吹替 - 清水はる香
シーズン1
ヴェラ・ベネット (Vera Bennett)
演 - ケイト・アトキンソン / 日本語吹替 - 仲村かおり
シーズン1 - 現在
マシュー・"フレッチ"・フレッチャー (Matthew Fletcher)
演 - アーロン・ジェフリー / 日本語吹替 - 岩城泰司
シーズン1 - 3
ウィル・ジャクソン (Will Jackson)
演 - ロビー・マガシヴァ / 日本語吹替 - 中村章吾
シーズン1 - 現在
メグ・ジャクソン (Meg Jackson)
演 - キャサリン・マックレメント
シーズン1
リンダ・マイルズ (Linda Miles)
演 - ジャクリーン・ブレナン
シーズン1 - 現在
デレク・チャニング (Derek Channing)
演 - マーティン・サックス
シーズン1 - 6
ローズ・アトキンス (Rose Atkins)
演 - マギー・ナウリ
シーズン2 - 3
ブリジット・ウェストフォール (Bridget Westfall)
演 - リビー・タナー
シーズン3 - 6
ジェイク・スチュワート (Jake Stewart)
演 - バーナード・カリー  / 日本語吹替 - 岡井カツノリ
シーズン4 - 現在
リー・ラドクリフ (Lee Radcliffe)
演 - マディ・ジェヴィック
シーズン4 - 6
ブレンダ・マーフィー (Brenda Murphy)
演 - カテリーナ・コトソニス
シーズン4 - 6 ,8
グレッグ・ミラー (Greg Miller)
演 - デヴィッド・デ・ラウトゥール
シーズン7 - 現在
ショーン・ブロディ (Sean Brody)
演 - リック・ドナルド   / 日本語吹替 - 森宮隆
シーズン7
アン・レイノルズ (Ann Reynolds)
演 - ジェーン・ホール
シーズン8

### その他
デビー・スミス (Debbie Smith)
演 - ジョージア・フラッド  / 日本語吹替 - 種市桃子
シーズン1 - 2 , 4
ハリー・スミス (Harry Smith)
演 - ジェイク・ライアン
シーズン1 - 3
ブレイデン・ホルト (Brayden Holt)
演 - リーフ・アイルランド  / 日本語吹替 - 影平隆一
シーズン1 - 2
ヴィニー・ホルト (Vinnie Holt)
演 - ジョン・バック
シーズン1
アラン・ドイル (Alan Doyle)
演 - リチャード・サザーランド
シーズン1 , 4 - 5
二ルズ・ジェスパー (Nils Jesper)
演 - トニー・ニコラコプロス
シーズン2 - 3
マイケル・ヘストン (Michael Heston)
演 - デイビッド・ダウナー
シーズン7

## エピソード
| シーズン | シーズン | 話数 | 話数 | 放送期間      | 放送期間      | 放送期間     |
| シーズン | シーズン | 話数 | 話数 | 初回放送      | 最終回放送    | 放送局       |
| -------- | -------- | ---- | ---- | ------------- | ------------- | ------------ |
|          | 1        | 10   | 10   | 2013年5月1日  | 2013年7月3日  | SoHo         |
|          | 2        | 12   | 12   | 2014年5月20日 | 2014年8月5日  | SoHo         |
|          | 3        | 12   | 12   | 2015年4月7日  | 2015年6月23日 | SoHo         |
|          | 4        | 12   | 12   | 2016年5月10日 | 2016年7月26日 | SoHo         |
|          | 5        | 12   | 12   | 2017年4月4日  | 2017年6月20日 | Fox Showcase |
|          | 6        | 12   | 12   | 2018年6月19日 | 2018年9月4日  | Fox Showcase |
|          | 7        | 10   | 10   | 2019年5月28日 | 2019年7月30日 | Fox Showcase |
|          | 8        | 10   | 10   | 2020年6月     | TBA           | Fox Showcase |

## 関連商品

### DVD-BOX
- シーズン1（日本：2016年10月7日、KADOKAWA） ※2話収録×ディスク5枚